# Emil Steinbach
Emil Robert Wilhelm Steinbach (* 11. Juni 1846 in Wien; † 26. Mai 1907 in Purkersdorf, Niederösterreich) war ein österreichischer Jurist, Politiker und Finanzminister. Er führte als hoher Beamter und Minister eine Vielzahl von bedeutenden Gesetzesreformen durch, die teilweise noch bis heute nachwirken.

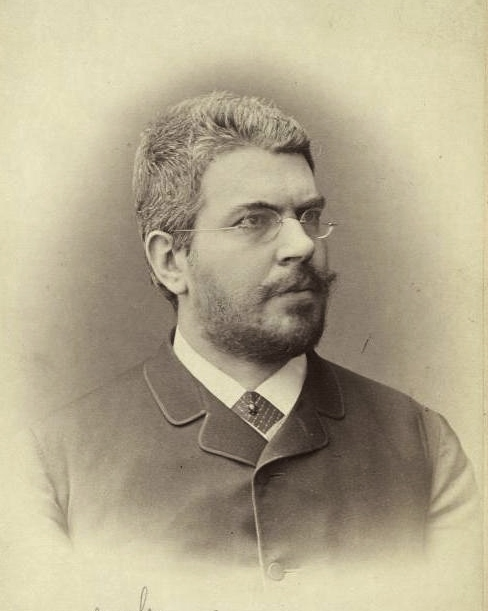
Emil Steinbach

## Leben

### Jugend und Ausbildung
Emil wurde als erstes von drei Kindern des selbständigen Goldschmieds Wilhelm Steinbach († 1877) und seiner Frau Emilie († 1881), geborene Ofner, in Wien-Mariahilf geboren. Der Vater stammte aus Arad (damals Königreich Ungarn) und war anlässlich seiner Eheschließung vom jüdischen zum römisch-katholischen Glauben konvertiert. Die Familie lebte in bescheidenen Verhältnissen. Emils Bruder Wilhelm starb 18-jährig an einer Nierenkolik.
Emil versuchte als Realschüler, die Familie mit Nachhilfestunden zu unterstützen. 1862 wechselte der äußerst engagierte Schüler als Externist ans akademische Gymnasium und maturierte im Jahr darauf, schon als 17-Jähriger, mit einem ausgezeichneten Reifezeugnis.
Steinbach studierte anschließend Rechtswissenschaften an der Universität Wien, wo er wie schon an der Schule durch sein beinahe fotografisches Gedächtnis großen Eindruck bei Kollegen und Professorenschaft machte. Er promovierte 1868 zum Dr. jur. Bis 1874 absolvierte er die Advokaturpraxis als Konzipient, legte die Rechtsanwaltsprüfung ab und wurde zum Dozenten, später Professor, der Rechtswissenschaft und Volkswirtschaft an der Handelshochschule der Wiener Handelsakademie bestellt. Ein Privatleben hatte der tiefgläubige Katholik, der nie verheiratet war und unermüdlich arbeitete, kaum. Nach dem Tode seiner Eltern schloss er sich der Familie seines zweiten Bruders Robert an. Seine persönlichen Freunde waren Burgtheaterdirektor Max Eugen Burckhard, der Schriftsteller Eduard Pötzl, der Journalist Jakob Herzog und der Gelehrte Hermann von Löhner.

### Justizministerium
Steinbach wurde Ende 1874 im k.k. Justizministerium als Ministerial-Vicesekretär aufgenommen, da er durch gute juristische Artikel aufgefallen war. 1880 wurde er bereits Sektionsrat, 1882 Ministerialrat und 1890 Sektionschef. Seinen Posten an der Handelsakademie übte er nebenbei noch bis 1885 aus. Er war der leitende Beamte für Zivilrecht und vor allem der Vertreter des Ministeriums vor beiden Häusern des Reichsrats und deren Ausschüssen.
Er war durch seine Arbeit in Ausschüssen und Gremien federführend beteiligt an der Einführung von Unfall- und Krankenversicherung für Arbeiter, den Arbeiterschutzbestimmungen, dem Gewerbeinspektorengesetz, der Gründung der Postsparkasse und an der Verstaatlichung des Eisenbahnnetzes. Meist waren das Gebiete, die gar nicht unmittelbar im Einflussbereich des Justizministeriums lagen. Aber der wenig kompetente Minister Alois Prazak hatte in Steinbach einen begabten Helfer gefunden. Auch Ministerpräsident Eduard Taaffe wurde auf Steinbach aufmerksam und setzte ihn als Sonderberater ein.
Die Reform der liberalen Gewerbeordnung, mit einer Einschränkung der Gewerbefreiheit zum Schutze der Kleinunternehmer, von Taaffe politisch gewollt, wurde von Steinbach konzipiert. Diese sah aber auch Arbeiterschutzbestimmungen vor, wie das Verbot von Kinderarbeit und Nachtarbeit für Frauen, und schuf nach britischem Vorbild das Gewerbeinspektorat. Die Reformen veranlassten sogar den Führer der Sozialdemokraten Victor Adler 1891 zu dem Ausspruch, Österreich besitze neben England und der Schweiz das beste Arbeiterschutzgesetz der Welt.
In seiner zentralen Funktion im Ministerium brachte er im Mai 1890 einen Vorstoß des Ackerbauministers Julius von Falkenhayn bezüglich einer Verschärfung von Strafrechtsbestimmungen, wegen der überhandnehmenden Streikbewegungen, zu Fall.

### Finanzminister

Minister Emil Steinbach, 1894

Von 2. Februar 1891 bis 11. November 1893 war Steinbach im Kabinett Taaffe Finanzminister. Dabei war er maßgebend an der sozialpolitischen Gesetzgebung der Ära Taaffe beteiligt und trat für eine Erweiterung des Wahlrechts ein. 1892 führte er eine Währungsreform zur Sanierung der Wirtschaft und eine Steuerreform, mit der Einführung einer progressiven Einkommensteuer, durch. Die Personaleinkommensteuer für Einkommen, die 600 Gulden überstiegen, betrug nur 0,6 % bis maximal 4 % für sehr große Einkommen über 100.000 Gulden. Die Währungsreform, eine Umstellung von Silbergulden auf Goldwährung, die Goldkrone, konnte er gemeinsam mit dem ungarischen Finanzminister Sándor Wekerle durchführen.
Er stürzte gemeinsam mit Taaffe beim Versuch, das allgemeine Wahlrecht einzuführen. Parallel zu dem bestehenden Kurienwahlrecht sollten Männer ab 24 Jahren prinzipiell das Wahlrecht erhalten. Deutsch-Konservative und der Polenklub hatten sich mit ihren Gegnern, den Deutschliberalen, zum Zweck ihres Sturzes verbündet.

### Oberster Gerichtshof
Anschließend an sein Ministeramt wurde Steinbach Senatspräsident am Obersten Gerichtshof, ein Posten, der eigens für ihn geschaffen worden war. 1899 wurde er zweiter und 1904 erster Präsident des Obersten Gerichtshofs. Außerdem fungierte er als Präsident der Juristischen Gesellschaft. Kaiser Franz Joseph, der Steinbach besonders schätzte,  verlieh ihm den Adelstitel, mehrere Orden, und ernannte ihn 1899 zum Mitglied des Herrenhauses des Reichsrats.
Seine ungesunde Lebensweise, zu viel Arbeit und zu wenig Schlaf verursachten schwere gesundheitliche Probleme. Nach einem Schlaganfall zur Genesung ins Sanatorium Purkersdorf gebracht, verstarb er dort am 26. Mai 1907 an halbseitiger Lähmung und einem Lungenödem. Er wurde am Wiener Zentralfriedhof bestattet.
Es war das Jahr, in dem das allgemeine Wahlrecht in Österreich endlich eingeführt worden war.

### Politische Ansichten
Aufgrund der in seiner Kindheit erlebten Verhältnisse entwickelte sich Steinbach zum radikalen Demokraten und grundsätzlichen Gegner der kapitalistischen Marktwirtschaft. Geprägt wurde Steinbach schon während des Studiums von seinem Lehrer Lorenz von Stein und dessen Ansichten von der Eindämmung der Übel des Kapitalismus durch eine ausgleichende Rolle des Staates. Der Antisemitismus und die Rückwärtsgewandtheit dieser Denkschule hielt Steinbach nicht ab, ihr zeitlebens anzuhängen. In seinen Reformen vertrat Steinbach den Gedanken des Einsatzes der Bürokratie als Element zur Überwindung von Klassengegensätzen.
Anfangs dem linksliberalen Lager angehörig, wechselte Steinbach in späteren Jahren in das Lager der Konservativen. Seine Vorstellungen wiesen Berührungspunkte mit jenen Bismarcks und Karl von Vogelsangs auf. Obwohl er Spiritus rector der Wahlrechtsreform war, die eine grundlegende Demokratisierung bedeutete, behauptete er, dass demokratisch gewählte Parlamente zu legislativen Arbeiten völlig unfähig seien. Für ihn war die Wahlreform ein Mittel zur Beruhigung der Arbeiterbewegung, zur Niederhaltung des Liberalismus, Schwächung und Zersplitterung des Parlaments und Stärkung von Kaiser und Regierung.
Sein Freund der Sozialpolitiker Joseph Maria Baernreither beschrieb Steinbach und seine Ansichten kritisch:

„Er war im Grunde ein guter Mensch, aber er haßte den Besitz […] Die besitzende, gebildete, oft genug halbgebildete Mittelklasse, war ihm zuwider, das was man Bourgeoisie nennt, middle class in England, hielt er für sozial und politisch unfähig die staatlichen Aufgaben zu lösen. Die wirtschaftliche Bedeutung dieser Klasse unterschätzte er vollständig und suchte sie einzuschränken wo er konnte […] Daher auch seine Überschätzung des Beamtenstandes. Sein Ideal war die Ausübung aller staatlichen und wirtschaftlichen Funktionen als Amt. Darin war er ganz Sozialist älteren Stils. Für Selbstverwaltung, Selbsttätigkeit hatte er nur verächtliche Worte […] Der deutsche Liberalismus hat in Österreich keinen größeren Feind gehabt als Steinbach. Sein Rezept für die Heilung Österreichs war daher sehr einfach. Die Repräsentanten dieser Schichten sind unfähig, den Staat zu regieren; man müsse tiefer greifen, wo ungenutzt die gesunden Kräfte der österreichischen Völker ruhen. Durch ein radikales Wahlrecht müssen die bürgerlichen Klassen eingeschränkt werden und die unteren, politisch unberührten Schichten an die Oberfläche kommen.“